# Korfbal 1987-1988
Korfbalseizoen 1987-1988 is een korfbalseizoen van het KNKV. In dit seizoen had de veldcompetitie een andere opzet gekregen. In plaats van één Hoofdklasse met tien teams, werd de nieuwe opzet twee Hoofdklassen met elk acht teams. Daarnaast werd er finale ingesteld voor de veldcompetitie, in een best-of-3 serie.

## Veldcompetitie KNKV
In seizoen 1987-1988 was de hoogste Nederlandse veldkorfbalcompetitie in de KNKV de Hoofdklasse; twee poules met elk acht teams. Het kampioenschap is voor de winnaar van de kampioenswedstrijd, waarin de kampioen van de Hoofdklasse A tegen de kampioen van de Hoofdklasse B speelt.
In totaal spelen er in dit seizoen 16 teams in de Hoofdklasse, zes meer dan vorig seizoen. Er werd besloten dat de twee degradanten van vorig seizoen (LDO en Allen Weerbaar) niet zouden deelnemen in de nieuwe Hoofdklasse-opzet. In dit seizoen zien we daardoor acht nieuwe teams ten opzichte van vorig seizoen, te weten Dalto, ZKC, Wordt Kwiek, DKOD, TOP, AKC Blauw-Wit, Pams en KVS.
Hoofdklasse Veld A
| pos | club        | gs | w  | g | v  | pnt | dv  | dt  | dt  |
| --- | ----------- | -- | -- | - | -- | --- | --- | --- | --- |
| 1.  | PKC         | 14 | 11 | 1 | 2  | 23  | 163 | 118 | +45 |
| 2.  | ROHDA       | 14 | 8  | 3 | 3  | 19  | 135 | 115 | +20 |
| 3.  | Oost-Arnhem | 14 | 7  | 2 | 5  | 16  | 131 | 119 | +12 |
| 4.  | Dalto       | 14 | 7  | 2 | 5  | 16  | 127 | 125 | +2  |
| 5.  | Deetos      | 14 | 6  | 3 | 5  | 15  | 139 | 125 | +14 |
| 6.  | Die Haghe   | 14 | 6  | 2 | 6  | 14  | 131 | 153 | -22 |
| 7.  | ZKC         | 14 | 2  | 1 | 11 | 5   | 116 | 150 | -34 |
| 8.  | Wordt Kwiek | 14 | 1  | 2 | 11 | 4   | 122 | 159 | -37 |

Hoofdklasse Veld B
| pos | club          | gs | w  | g | v  | pnt | dv  | dt  | dt  |
| --- | ------------- | -- | -- | - | -- | --- | --- | --- | --- |
| 1.  | SCO*          | 15 | 12 | 0 | 3  | 24  | 178 | 122 | +56 |
| 2.  | DOS'46*       | 15 | 10 | 2 | 3  | 22  | 130 | 123 | +7  |
| 3.  | DKOD          | 14 | 9  | 1 | 4  | 19  | 157 | 120 | +37 |
| 4.  | Fortuna       | 14 | 8  | 2 | 4  | 18  | 149 | 119 | +30 |
| 5.  | TOP           | 14 | 7  | 2 | 5  | 16  | 136 | 136 | +0  |
| 6.  | AKC Blauw-Wit | 14 | 3  | 4 | 7  | 10  | 132 | 137 | -5  |
| 7.  | KVS           | 14 | 1  | 1 | 12 | 3   | 113 | 150 | -37 |
| 8.  | Pams          | 14 | 0  | 2 | 12 | 2   | 84  | 172 | -88 |

- = na de reguliere competitie had zowel SCO als DOS'46 22 punten verzameld. Om te bepalen welke ploeg eerste zou worden en zich zou plaatsen voor de finale moest een beslissingswedstrijd worden gespeeld. Deze wedstrijd werd gespeeld op zaterdag 21 mei 1988 en werd gewonnen SCO.

| Hoofdklasse Finale |     |    |    |    |
|                    |     |    |    |    |
| A                  | PKC | 15 | 12 | 15 |
| B                  | SCO | 17 | 7  | 13 |

| Veldkampioen van Nederland 1988 |
| ------------------------------- |
| PKC                             |

## Zaalcompetitie KNKV
In seizoen 1987-1988 was de hoogste Nederlandse zaalkorfbalcompetitie in de KNKV de Hoofdklasse; twee poules met elk acht teams. Het kampioenschap is voor de winnaar van de kampioenswedstrijd, waarin de kampioen van de Hoofdklasse A tegen de kampioen van de Hoofdklasse B speelt.
 Hoofdklasse A
| pos | club        | gs | w  | g | v  | pnt | dv  | dt  | dt  |
| --- | ----------- | -- | -- | - | -- | --- | --- | --- | --- |
| 1.  | Oost-Arnhem | 14 | 12 | 1 | 1  | 25  | 224 | 163 | +61 |
| 2.  | SCO         | 14 | 11 | 0 | 3  | 22  | 230 | 174 | +56 |
| 3.  | Deetos      | 14 | 9  | 2 | 3  | 20  | 191 | 153 | +38 |
| 4.  | Fortuna     | 14 | 8  | 3 | 3  | 19  | 215 | 190 | +25 |
| 5.  | TOP         | 14 | 4  | 2 | 8  | 10  | 210 | 246 | -36 |
| 6.  | Groen Geel  | 14 | 3  | 2 | 9  | 8   | 196 | 229 | -33 |
| 7.  | Wordt Kwiek | 14 | 3  | 1 | 10 | 7   | 200 | 232 | -32 |
| 8.  | KVS         | 14 | 0  | 1 | 13 | 1   | 145 | 224 | -79 |

Hoofdklasse B
| pos | club           | gs | w  | g | v  | pnt | dv  | dt  | dt  |
| --- | -------------- | -- | -- | - | -- | --- | --- | --- | --- |
| 1.  | PKC            | 14 | 12 | 1 | 1  | 25  | 243 | 157 | +86 |
| 2.  | DKOD           | 14 | 9  | 3 | 2  | 21  | 216 | 146 | +70 |
| 3.  | ROHDA          | 14 | 6  | 4 | 4  | 16  | 202 | 171 | +31 |
| 4.  | DOS'46         | 14 | 6  | 3 | 5  | 15  | 181 | 188 | -7  |
| 5.  | LDO            | 14 | 5  | 3 | 6  | 13  | 176 | 210 | +34 |
| 6.  | AKC Blauw-Wit  | 14 | 4  | 4 | 6  | 12  | 179 | 209 | -30 |
| 7.  | Allen Weerbaar | 14 | 4  | 0 | 10 | 8   | 159 | 216 | -57 |
| 8.  | Trekvogels     | 14 | 0  | 2 | 12 | 2   | 166 | 225 | -57 |

De finale werd gespeeld op zaterdag 19 maart 1988 in de Frieslandhal in Leeuwarden.
| Hoofdklasse Finale |             |    |
|                    |             |    |
| A1                 | Oost-Arnhem | 14 |
| B1                 | PKC         | 8  |

| Zaalkampioen van Nederland 1988 |
| ------------------------------- |
| Oost-Arnhem                     |

## Prijzen
| Award                             | Winnaar            | Club        |
| --------------------------------- | ------------------ | ----------- |
| Beste Speler                      | Erik Wolsink       | Oost-Arnhem |
| Beste Speelster                   | Hanneke Cosijn     | PKC         |
| Beste Debutant van het Jaar       | Chris Roelofs      | PKC         |
| Beste Debutante van het Jaar      | Hanneke van Eck    | Fortuna     |
| Beste Scheidsrechter van het Jaar | Ton van der Laaken |             |